# Snowshoe Peak
Snowshoe Peak je nejvyšší hora pohoří Cabinet Mountains. Nachází se v Sanders County a Lincoln County, na severozápadě Montany.
Snowshoe Peak náleží k nejprominentnějším vrcholům Montany.
Severně od vrcholu se nachází ledovec Blackwell Glacier, východně leží jezero Leigh Lake. Hora je turisticky dostupná po delší trase ze západní strany.